# 爱兰萨加山脉
爱兰萨加山（Irensaga Montes）是土星最大的卫星土卫六上的一座山脉，其范围覆盖土卫六赤道南纬5-6度、东经210-214度之间，它位于阿迪立区内，就坐落在惠更斯号探测器着陆点西面。
爱兰萨加山脉取名自约.罗.鲁.托尔金虚构的中土大陆世界中的白山之一，伊瑞德尼姆拉斯。该名称遵循了以托尔金作品中的山名来命名土卫六上山脉的惯例并于2012年11月13日正式公布。
 